# Escola Lingbao

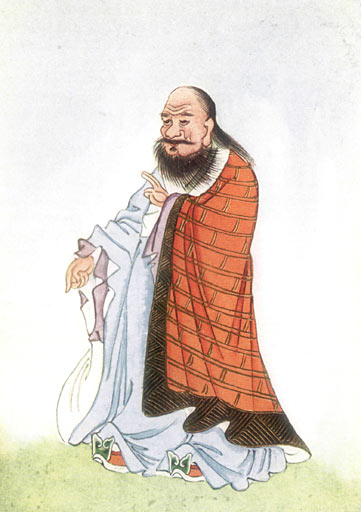
Laozi, um dos representantes mais importantes do Taoismo de Lingbao.

A escola Lingbao (em Chinês simplificado: 灵宝派; em Chinês tradicional: 靈寶派; em Pinyin: Líng Bǎo Pài), também conhecida como a Escola da Jóia Sagrada ou Escola do Tesouro Sobrenatural, foi uma importante escola taoista que surgiu na China entre a Dinastia Jin (265-420) e a Dinastia Liu Song no início do século V. Teve uma duração de cerca de 200 anos até ser integrada na escola Shangqing durante a Dinastia Tang. A Escola Lingbao é um agregado de ideias religiosas baseadas nos textos shangqing, nos rituais do Caminho dos Mestres Celestiais e nas práticas budistas.
A escola Lingbao adaptou vários conceitos do Budismo, incluindo o conceito de reencarnação e alguns elementos cosmológicos. Embora a reencarnação fosse um conceito com importância nesta escola, as crenças taoístas originais na obtenção da imortalidade permaneceram. O panteão da escola é semelhante aos Taoismos Shangqing e Mestre Celestial, em que um dos deuses mais importantes era a forma deificada de Lao Zi. Havia, também, outros deuses, alguns dos quais tinham a função de preparar os espíritos para a reencarnação. O ritual de Lingbao começou por ser uma prática individual, tornando-se, mais tarde, um ritual colectivo. O texto mais importante desta escola é conhecido como Cinco Talismãs (Wufujing), compilado por Ge Chaofu e baseado em nos antigos trabalhos alquímicos de Ge Hong. Embora a escola Lingbao já não exista como forma diferente de ensinamento, a sua influência no Taoismo continua, essencialmente na forma como combina as práticas budistas e taoístas.

## História
A escola Lingbao teve início por volta do ano 400 d.C. quando as escrituras de Lingbao foram mostradas a Ge Chaofu, sobrinho-neto de Ge Hong. Ge Chaofu afirmou que as escrituras lhes chegaram à mão de geração em geração desde o tio-avô de Ge Hong, Ge Xuan (164-244). Ge Chaofu transmitiu as escrituras a dois dos seus discípulos, e aquelas ganharam grande popularidade. Em 471, Lu Xiujing (406-477) compilou um catálogo de todos os textos de Lingbao, e foi também, responsável por organizar e padronizar o ritual Lingbao. Esta organização dos textos e do ritual providenciaram fortes bases nas quais a escola Lingbao evoluiu nos séculos seguintes. Durante a Dinastia Tang, a influência desta escola diminuiu, e outra escola de Taoismo, a Shangqing, tornou-se a dominante. Copiando muitas práticas de Lingbao, foi bem aceite pela aristocracia e influenciou a corte.

## Crenças

### Renascimento

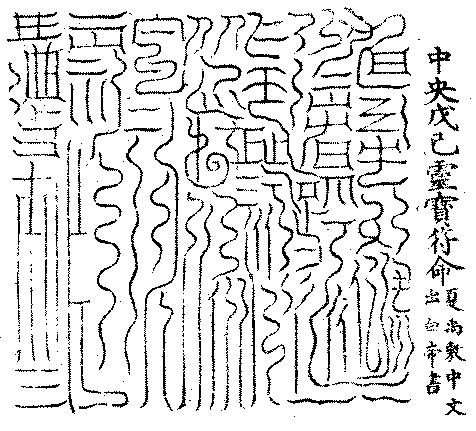
Um amuleto taoísta das escrituras de Lingbao.

Muitas das crenças de Lingbao têm origem no Budismo. Os nomes de diversas deidades e céus receberam designações baseadas em transcrições fonéticas do sânscrito. Muitos termos em sânscrito têm origem fonética, mas com significados diferentes. Um conceito muito importante, vindo do Budismo, era o da reencarnação.
Tanto o Budismo como a escola Lingbao partilham da ideia dos Cinco Caminhos do Renascimento (Gati). As pessoas renasciam em prisões terrenas, na forma de fantasmas zangados, como animais, como homens ou como seres celestiais. Depois da morte, o corpo seria purificado alquimicamente no Palácio da Suprema Escuridão localizada a norte, e no Palácio do Sul, na zona sul. A transmutação do corpo consistia em duas fases; os componentes yin da pessoa eram purificados no palácio do norte, seguido pelos componentes yang no Palácio do Sul. O conceito de renascimento da escola Lingbao é uma adaptação chinesa do Budismo, juntando conceitos tradicionais chineses com ideias budistas recém-chegadas.

### Cosmologia
O conceito de cosmologia na escola Lingbao também vai buscar ideias ao Budismo. De modo diferente dos anteriores sistemas cosmológicos taoístas, os quais se encontravam divididos entre quatro a nove regiões, a cosmologia de Lingbao supunha que existiam dez regiões, uma ideia que foram buscar ao Budismo. Para além das regiões cosmológicas, havia 32 céus divididos em quatro sectores, cad um contendo oiti céus posicionados horizontalmente na periferia do disco celestial. Cada um dos quatro sectores, era governado por um imperador e povoado por habitantes de um período cósmico anterior (kalpa). Tal como o Budismo, os céus estavam divididos em "três mundos" de desejo, formal e informalmente. A cosmologia de Lingbao diferenciava-se das crenças budistas ao propor que os céus giravam à volta de uma enorme montanha conhecida como a Capital do Jade, a qual era a residência do Honrado Celestial, a versão taoísta de Buda, e a divindade primordial.
Algumas ideias tradicionais taoístas mantiveram-se na cosmologia de Lingbao, tal como a de que o mundo teve origem num tipo de qi primordial conhecido como yuanqi, e que foi dividido entre céu e terra. Para além disso, o yuanqi está dividido em três tipos de qi que correspondem a três divindades: os senhores do Tesouro Celestial, os do Tesouro Sagrado e os do Tesouro Divino. Mais tarde, estas três divindades fariam a introdução dos ensinamentos do Dongzhen (Gruta Perfeita), do Dongxuan (Gruta Misteriosa) e do Dongshen (Gruta Divina). Estes três ensinamentos formam a base para a classificação posterior dos textos Daozang.
As ideias apocalípticas que surgem na Escola Shangqing foram desenvolvidas pela escola Lingbao. A cosmologia de Lingbao supunha que o tempo estava dividido em ciclos cósmicos, que estavam ligados às Cinco Fases. No final de um período cósmico, o Deus da cor associada com aquele período desceria à terra e revelaria um ensinamento que iria salvar várias pessoas da morte. Havia dois tipos de períodos cósmicos: os pequenos, caracterizados por um excesso de 'energia yin; e os longos, que eram caracterizados por um excesso de energia yang. No final de um período cósmico pequeno, a Lua, de acordo  com a profecia, deveria produzir uma inundação que desgastaria as montanhas, renovaria o qi do universo, e mudaria a hierarquia dos membros da burocracia celestial. Por outro lado, no fim de um período cósmico longo, seriam libertadas criaturas do mal, o céu e a terra ficariam virados ao contrário, e os metais e as pedras fundir-se-iam. As pessoas que seguissem os ensinamentos correctos revelados pelo Deus da cor, seriam agrupados pela Rainha-mãe do Ocidente e transportados para uma "terra de felicidade" que não seria afectada pelo Apocalipse.

### Panteão
Para além de ir buscar divindades aos Mestres Celestes a e à escola Shangqing, a escola Lingbao também criou os seus próprios deuses. O Deus supremo dos taoístas de Lingbao é conhecido como Yuanshi Tianzun ou Honrado Celestial do Começo Original, cujo papel era semelhante ao do deificado Laozi nos Mestres Celestiais. Segundo as escrituras, este Deus passou por vários ciclos kalpa os quais receberam designações semelhantes aos nomes dinásticos, até surgir no início do período Kaihuang. O Deus mais importante que se seguia era Laojun, a forma deificada de Laozi, o discípulo principal do Honrado Celestial. Abaixo destes dois principais deuses na hierarquia celestial, estavam aquelas divindades associadas com o Palácio do Sul, aonde os espíritos se dirigiam após a morte para preparar o renascimento. O chefe deste grupo de deuses era conhecido como o Aperfeiçoados das Extremidades do Sul. Abaixo dele estava o Director da Estrebaria, encarregado dos registos vitais dos espíritos, e o Senhor Han, que controlava Fengdu, a cidade dos mortos. Descendo na hierarquia dos deuses, encontravam-se outras divindades como os Cinco Idosos, o Reis-Dragão, e os Reis-Demónio.
As divindades estavam presentes não só nos céus, mas também no próprio corpo humano. Elas eram responsáveis pela manutenção dos cinco órgãos, guarda dos registos vitais e na regulação das almas. Havia cinco divindades internas que eram particularmente importantes no Taoísmo de Lingbao. A Grande Unidade vivia na cabeça, junto com o Fidalgo e o Branco Primordial, os quais podiam descer até ao fígado e aos pulmões. O Director dos Destinos vivia no coração e nos órgãos sexuais, e, por fim, a Criança Pêssego que vivia no baixo dantian. Habitualmente, estas divindades residiam nos céus, mas podiam ser chamados através de recitações das escrituras que os faziam descer até ao corpo.

## Práticas

### Técnicas de imortalidade
Apesar de acreditar na reencarnação, a escola Lingbao manteve a ideia taoista tradicional de que certas técnicas podiam permitir que um membro da escola atingisse a imortalidade. Uma das técnicas era ingerir a essência do sol e da lua. Os praticantes expunham-se aos corpos celestes em determinadas alturas do mês. Ao fecharem os seus olhos, conseguiam visualizar a materialização das essências e a entrada delas nos seus corpos. Uma vez lá dentro, a essência do sol juntava-se ao coração e surgia em vermelho, enquanto a da lua ligava-se aos rins e era vista em preto. Para além das práticas de meditação interior, a imortalidade podia ser alcançada pela ingestão de poções ou de talismãs.

### Rituais
O primeiro ritual Lingbao era realizado a um nível individual, num quarto de meditação, ou no pátio de uma casa. Os primeiros praticantes não eram sacerdotes mas sim "estudantes do Tao". Mais tarde, à medida que o o movimento Lingbao foi desenvolvendo instituições religiosas e estabelecendo clérigos, a prática dos rituais tornou-se mais um rito comunitário.
O ritual Lingbao partilha de muitos outros rituais das tradições taoístas. Tal como outras tradições, os rituais Lingbao  tinham uma natureza teatral que incluía o acompanhamento musical, danças e cantos. O Taoísmo Lingbao também integrava o aspecto multidimensional do ritual Taoísta, que era realizado em níveis diferentes em simultâneo. Por exemplo, enquanto um ritual era realizado, o sacerdote repetia o ritual para si próprio através da meditação interior.
No Taoísmo Lingbao, existem três categorias de rituais. O primeiro é conhecido como o Registo Celestial Dourado dos Rituais, e é realizado para prevenir desastres naturais. Durante a Dinastia Tang, este ritual era efectuado em honra da família imperial mas, mais tarde, passou a ser possível ser realizado por qualquer pessoa. O Registo Terrestre Amarelo dos Rituais era feito para assegurar que o morto estava em descanso. O último tipo de ritual, que não sobreviveu até ao presente, era o Registo Jade humano, o qual era realizado para assegurar a salvação da humanidade. Dos rituais que sobreviveram, o Registo Celestial Dourado passou a integrar o Registo Jade, assegurando a salvação e o mau tempo.

## Cânone

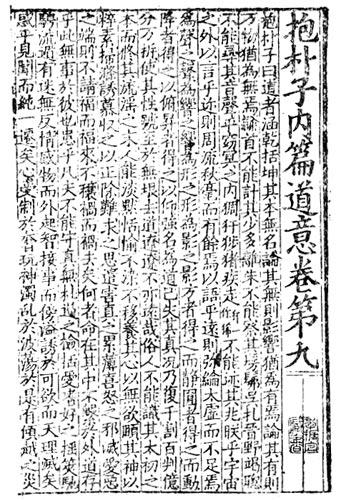
Página do Baopuzi, no qual as escrituras de Lingbao se baseiam.

Escrituras de Lingbao surgiram como resultado directo do sucesso de textos mais antigos de Shangqing. As escrituras têm por base um texto conhecido como Texto dos Cinco Talismâs (Wufujing), o qual foi compilado por Ge Chaofu entre 397 e 402,  e com origem no trabalho de Ge Hong, o seu tio-avô. Sendo o mais antigo dos textos Lingbao, os Cinco Talismãs forneceram a estrutura do restante cânone Lingbao, o qual se baseava nas cinco direcções. Dado os textos Lingbao terem origem nos Cinco Talismãs, acredita-se que foram revelados a Ge Xuan, presumivelmente o dono dos Cinco Talismãs. Pensa-se que Ge Xuan terá transmitido os textos Lingbao ao seu discípulo Zheng Siyuan que, por sua vez, os transmitiu ao sobrinho-neto de Ge, Ge Hong (284-364), o qual é conhecido pelas suas inovações na área da alquimia. Contudo, a alegação de que os textos vêm de Ge Xuan, será uma forma de os legitimar exagerando a sua antiguidade. Na realidade, eles terão sido compilados pelo próprio Ge Chaofu. Nos anos seguintes à divulgação dos textos, estes tornaram-se muito populares.
O próprio cânone é um misto de tradições taoístas mais antigas, combinando características da Escola Shangqing e dos Mestres Celestiais, com outros textos antigos, e mesmo com ideias budistas. Os dois textos mais importantes do cânone, para além do Wufujing, são o Livros Vermelhos das Cinco Escritas (Chi shu wupian) e o Escritura dos Capítulos Superiores na Salvação Ilimitada (Wuliang Duren Shangpin). Segundo Lu Xiujing, que analisou o Cânone Lingbao, existiam 34 textos no cânone, tendo-se perdido um deles.

## Legado
Embora a escola Lingbao não tenha sobrevivido como entidade distinta, o seu conjunto de rituais manteve-se, e constituem a base das actuais práticas taoístas. Para além disso, muitas das inovações introduzidas pela escola chegaram até aos dias de hoje, incluindo as suas divisões do Daozang em trÊs secções que correspondem a diferentes ensinamentos, com o Dongzhen a corresponder à escola Shangqing; o Dongxuan à escola Lingbao; e o Dongshen ao Sanhuang. A integração do Budismo nas práticas crenças de Lingbao, assegurou que os elementos budistas continuariam a ser um aspecto importante do taoísmo tardio, e que também ajudariam a integrar o Budismo em todos os níveis da sociedae na China.